# Protaetia milani
Protaetia milani är en skalbaggsart som beskrevs av Franz Antoine och Pavicevic 1994. Protaetia milani ingår i släktet Protaetia och familjen Cetoniidae. Inga underarter finns listade i Catalogue of Life.